# Auguste Arthur de la Rive
Auguste Arthur de la Rive, född 9 oktober 1801 i Genève, död 27 oktober 1873, var en schweizisk fysiker, son till Charles-Gaspard de la Rive.
de la Rive blev professor i fysik i Genève 1823. Han sysslade i tidigare år med bestämning av värmekapaciteter för gaser och andra ämnen. de la Rives viktigaste arbeten faller inom elektricitetslärans område, där han bland annat bidrog till teorin för elektrolysen och konstruerade en apparat för demonstration av elektrodynamiska fenomen samt utförde en del för galvanoplastiken fundamentala experiment. de la Rive uppfann och demonstrerade 1820 den elektriska ljusbågen mellan kolelektroder.